# Плавання на Чемпіонаті світу з водних видів спорту 2015 — естафета 4x100 метрів вільним стилем (жінки)
Змагання з плавання в естафеті 4x100 метрів вільним стилем серед жінок на Чемпіонаті світу з водних видів спорту 2015 відбулись 2 серпня і складались з попередніх запливів та фіналу.

## Рекорди
Станом на 2 серпня 2015 світовий рекорд і рекорд чемпіонатів світу були такими:
| Світовий рекорд          | Австралія  | 3:30.98 | Глазго, Шотландія | 24 липня 2014 |
| Рекорд чемпіонатів світу | Нідерланди | 3:31.72 | Рим, Італія       | 26 липня 2009 |

Під час змагань встановлено такі рекорди:
| Дата     | Дисципліна | Країна    | Час     | Рекорд |
| -------- | ---------- | --------- | ------- | ------ |
| 2 серпня | Фінал      | Австралія | 3:31.48 | CR     |

## Результати

### Попередні запливи
Початок запливів о 11:58.
| Місце | Заплив | Доріжка | Країна     | Плавчині | Час     | Примітки |
| ----- | ------ | ------- | ---------- | --- | ------- | -------- |
| 1     | 2      | 9       | США        | Шеннон Вріленд (54.37) Еббі Вейтцейл (53.85) Марго Гір (53.37) Катаріна Лістопадова (53.93)                       | 3:35.52 | Q        |
| 2     | 2      | 8       | Австралія  | Емілі Сібом (53.93) Медісон Вілсон (53.82) Мелані Райт (53.51) Бронті Берретт (54.60)                             | 3:35.86 | Q        |
| 3     | 1      | 7       | Нідерланди | Мод ван дер Мер (54.69) Марріт Стінберген (54.72) Фемке Гемскерк (53.00) Раномі Кромовідьойо (53.50)              | 3:35.91 | Q        |
| 4     | 1      | 3       | Швеція     | Мішель Колеман (54.00) Луїза Ханссон (54.30) Магдалена Курас (55.19) Сара Шестрем (52.75)                         | 3:36.24 | Q        |
| 5     | 1      | 9       | Канада     | Сандрін Менвіль (54.57) Мішель Вільямс (54.06) Вікторія Пун (54.91) Шанталь ван Ландегхем (54.10)                 | 3:37.64 | Q        |
| 5     | 2      | 1       | Китай      | Чжу Менхуей (54.14) Тан Юйтін (54.55) Фан Ї (54.96) Шень Дуо (53.99)                                              | 3:37.64 | Q        |
| 7     | 1      | 6       | Італія     | Еріка Ферраіолі (54.77) Сільвія ді Пьєтро (54.13) Федеріка Пеллегріні (53.92) Лаура Летрарі (55.06)               | 3:37.88 | Q        |
| 8     | 2      | 5       | Франція    | Шарлотт Бонне (53.95) Беріль Гастальделло (54.76) Клое Аше (54.89) Анна Сантаман (54.75)                          | 3:38.35 | Q        |
| 9     | 2      | 3       | Японія     | Міккі Утіда (54.25) Рікако Ікее (54.63) Місакі Ямаґуті (54.58) Яйой Мацумото (55.01)                              | 3:38.47 |          |
| 10    | 2      | 2       | Росія      | Вероніка Попова (54.51) Наталія Ловцова (54.66) Вікторія Андреєва (54.49) Марія Каменева (54.97)                  | 3:38.63 |          |
| 11    | 1      | 4       | Бразилія   | Ларісса Олівейра (55.08) Граціель Геррманн (55.96) Етьєн Медейрос (54.49) Дайнара де Паула (54.71)                | 3:40.24 |          |
| 12    | 2      | 4       | Польща     | Катажина Вілк (54.86) Аліція Тхож (55.11) Александра Урбаньчик (56.16) Анна Довгірт (54.76)                       | 3:40.89 |          |
| 13    | 1      | 1       | Німеччина  | Анніка Брун (55.34) Доротеа Брандт (54.99) Александра Венк (55.02) Марлена Гютер (56.21)                          | 3:41.56 |          |
| 14    | 1      | 5       | Гонконг    | Камілла Чен (55.58) Хой Шун Стефані Ау (56.30) Си Хан'юй (55.40) Шівон Хогі (54.83)                               | 3:42.11 |          |
| 15    | 1      | 0       | Швейцарія  | Марія Уголкова (56.42) Саша Турецкі (55.49) Даніель Вілларс (55.42) Ноемі Жирарде (56.37)                         | 3:43.70 | NR       |
| 16    | 2      | 6       | Австрія    | Біргіт Кошішек (55.70) Ліза Цайзер (54.95) Лена Кройндль (56.88) Йордіс Штайнеггер (56.53)                        | 3:44.06 |          |
| 17    | 1      | 2       | Колумбія   | Ісабелла Арсілья (56.19) Кароліна Колорадо Енао (56.18) Марія Альварес Пугльєсе (57.68) Хессіка Кампосано (56.10) | 3:46.15 |          |
| 18    | 1      | 8       | Сінгапур   | Аманда Лім (57.44) Цюань Тін Вень (56.22) Маріна Чань (58.78) Рейчел Цзен (58.66)                                 | 3:51.10 |          |
| 19    | 2      | 0       | Туреччина  | Гізем Бозкурт (58.33) Катерина Аврамова (55.92) Мерве Ероглу (1:00.89) Халіме Зелал Зерен (58.08)                 | 3:53.22 |          |
| 20    | 2      | 7       | Фінляндія  | Ханна-Марія Сеппяля (55.83) Мімоза Джаллоу (55.43) Рооса Мерт (57.26) Фанні Теййонсала (DSQ)                      | DSQ     |          |

### Фінал

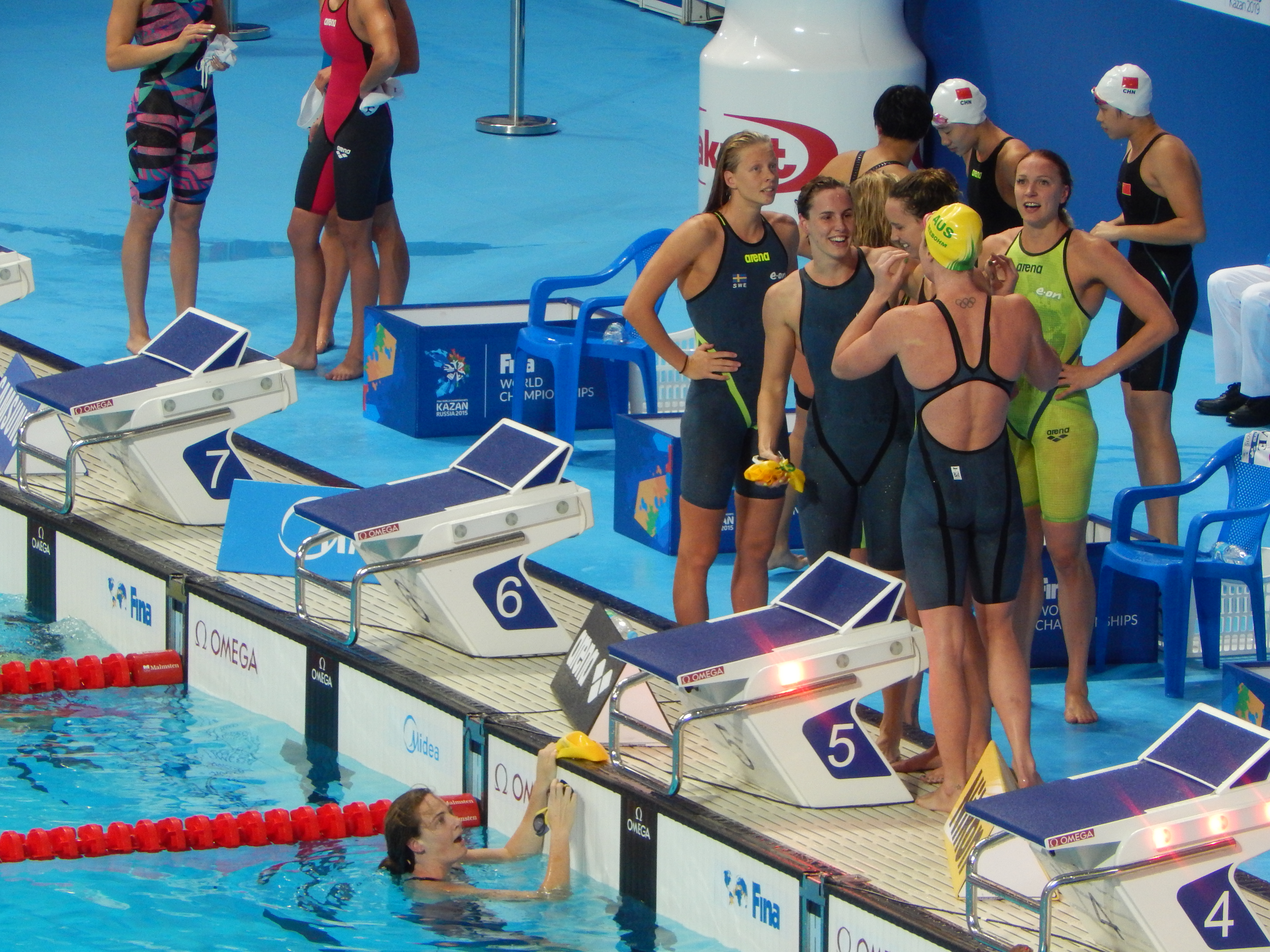
Збірна Австралії перемагає

Фінал відбувся о 18:45.
| Місце | Доріжка | Країна     | Плавчині                                                                                             | Час     | Примітки |
| ----- | ------- | ---------- | --- | ------- | -------- |
| 1     | 5       | Австралія  | Емілі Сібом (53.92) Емма Маккеон (53.57) Бронте Кемпбелл (51.77) Кейт Кемпбелл (52.22)               | 3:31.48 | CR       |
| 2     | 3       | Нідерланди | Раномі Кромовідьойо (53.30) Мод ван дер Мер (54.50) Марріт Стінберген (53.88) Фемке Гемскерк (51.99) | 3:33.67 |          |
| 3     | 4       | США        | Міссі Франклін (53.68) Марго Гір (54.14) Катаріна Лістопадова (53.70) Сімоне Мануель (53.09)         | 3:34.61 |          |
| 4     | 6       | Швеція     | Мішель Колеман (54.43) Луїза Ханссон (53.84) Сара Шестрем (52.38) Магдалена Курас (55.06)            | 3:35.71 |          |
| 5     | 2       | Канада     | Сандрін Менвіль (53.85) Мішель Вільямс (54.54) Шанталь ван Ландегхем (53.51) Кетрін Савард (54.54)   | 3:36.44 | NR       |
| 6     | 1       | Італія     | Еріка Ферраіолі (54.80) Сільвія ді Пьєтро (53.63) Лаура Летрарі (55.00) Федеріка Пеллегріні (53.73)  | 3:37.16 | NR       |
| 7     | 7       | Китай      | Чжу Менхуей (54.38) Тан Ютін (54.45) Фан Ї (54.98) Шень Дуо (53.83)                                  | 3:37.64 |          |
| 8     | 8       | Франція    | Шарлотт Бонне (54.10) Беріль Гастальделло (54.89) Клое Аше (54.84) Анна Сантаман (54.63)             | 3:38.46 |          |